# (1154) Astronomía
(1154) Astronomía es un asteroide que forma parte del cinturón exterior de asteroides y fue descubierto por Karl Wilhelm Reinmuth desde el observatorio de Heidelberg-Königstuhl, Alemania, el 8 de febrero de 1927.

## Designación y nombre
Astronomía se designó al principio como 1927 CB.
Posteriormente fue nombrado por la astronomía, la ciencia que se ocupa del estudio de los astros.

## Características orbitales
Astronomía está situado a una distancia media de 3,4 ua del Sol, pudiendo alejarse hasta 3,638 ua y acercarse hasta 3,161 ua. Su excentricidad es 0,07019 y la inclinación orbital 4,533°. Emplea 2290 días en completar una órbita alrededor del Sol.